# Dolores García-Hierro Caraballo
Pour les articles homonymes, voir Caraballo.
Dolores García-Hierro Caraballo, née le 16 mai 1958 à Urda, est une femme politique espagnole, membre du Parti socialiste ouvrier espagnol.
Elle est députée européenne  de 2011 à 2014.